# Western Engineer
Hjulångaren Western Engineer var det första ångfartyg som färdades på Missourifloden. Det byggdes av den amerikanska armén för att delta i Yellowstoneexpeditionen 1819. Dess vidare öden är obekanta.

## Bakgrund
Yellowstonexpeditionen var ett militärt företag som genomfördes på order av  krigsministern John C. Calhoun för att anlägga ett fort vid Yellowstoneflodens sammanflöde med Missouri. Syftet var förhindra infiltration av Hudson Bay Companys pälshandlare på den norra prärien. Expeditionen bestod av en militär del under befäl av överste Henry Atkinson och en vetenskaplig del under befäl av major Stephen Harriman Long vid den topografiska ingenjörskåren. Expeditionens bägge delar skulle använda sig av ångbåtar, och den vetenskapliga delen skulle fortsätta uppströms Missouri sedan den militära delen nått Yellowstonefloden.

## Konstruktion
Western Engineer byggdes vid den federala arsenalen i Pittsburgh efter major Longs konstruktion och under hans överinseende. Skovelhjulet var placerat i aktern, ångmaskinen dold under vattenlinjen, fartyget var kraftigt beväpnat och hade fått ett märkligt utseende avsedd att inge fruktan och vördnad hos prärieindianerna. Längst fram i fören fanns ett metallrör som slutade i ett stiliserat ormhuvud varur ånga från ångmaskinen plötsligt kunde släppas ut i ett stort moln. Ångbåten uppgavs se ut som ett fjälligt monster med en farkost på sin rygg, med gapande kanonportar och överfull med vapen. Det var mycket grundgående och mycket smal för att kunna manövrera i trånga och grunda kanaler i Missouriflodens övre lopp, endast 0,8 meter djupgående vid full last och endast 4 meter bred, och hade bara 30 tons deplacement. Trots den genomtänkta konstruktionen fungerade inte Western Engineer effektivt på Missourifloden. Farten uppströms var inte snabbare än en vanlig flodbåts och det slamfyllda flodvattnet slaggade ofta igen ångpannorna.  

## Missourifloden
På grund av en sen avfärd och många problem med expeditionens ångbåtar gick den vetenskapliga expeditionen i vinterläger i mitten av september 1819 strax norr om nuvarande Omaha, Nebraska, vid ett av Manuel Lisas handelsstationer, Fort Lisa. Den militära expeditionen fortsatte några kilometer längre uppströms innan den också gick i vinterläger. Yellowstonefloden nåddes aldrig och vid det militära vinterlägret byggdes det fort som krigsministern beordrat. Det kom senare att officiellt få namnet Fort Atkinson. Under vintern 1819-20 ändrades planerna för den vetenskapliga expeditionen. Man skulle lämna båten och fortsätta till fots längs Platte River till Klippiga Bergen. Major Long överlämnade därför på våren 1820 befälet på Western Engineer till en underordnad officer och gav honom order att återvända till Saint Louis. 

## Mississippifloden
Från Saint Louis begav sig Western Engineer 1820 uppströms till forsarna där Des Moines River mynnar i Mississippifloden (där staden Keokuk, Iowa ligger idag). Där vände den och återvände nedströms till Cape Girardeau, Missouri. Under färden fastnade ångbåten ofta på sandbankar, men besättningen gjorde på major Longs order observationer och skisser som underlag för ett sjökort för denna del av Mississippi.